# Nasannguaq

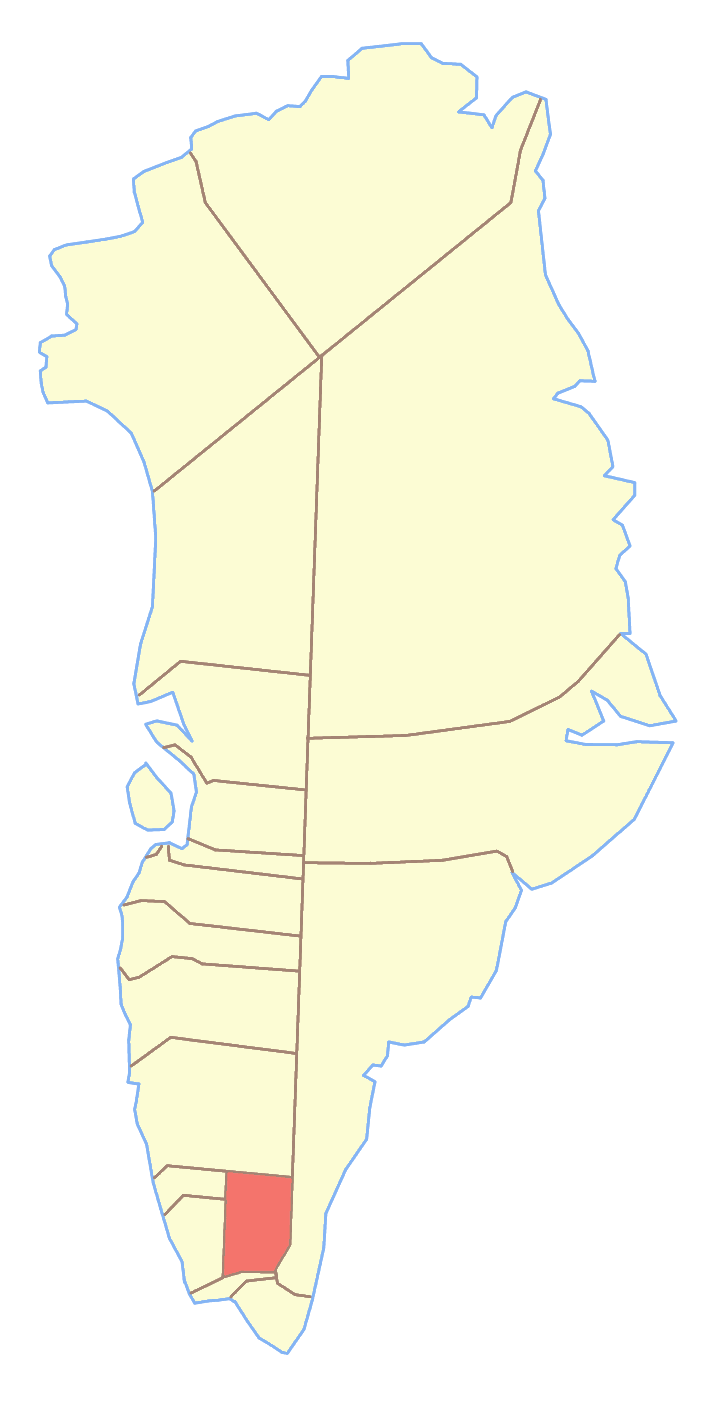
Ex comune di Narsaq, dove si trovava il Nasannguaq

Il Nasannguaq è una montagna della Groenlandia di 1380 m. Si trova a 61°01'N 45°53'O; appartiene al comune di Kujalleq.